# George Nugent-Temple-Grenville, 1:e markis av Buckingham
George Nugent-Temple-Grenville, 1:e markis av Buckingham, född den 17 juni 1753 i London, död där den 11 februari 1813, var en brittisk adelsman och politiker.
Grenville var 1782–1783 och 1787–1789 Irlands lordlöjtnant. Han blev riddare av Strumpebandsorden 1786.

## Biografi
George Grenville föddes in i en politiskt mycket aktiv och prominent familj. Han var son till den senare brittiske premiärministern George Grenville och dennes fru Elizabeth Wyndham. Hans bror William Wyndham Grenville blev 1806 även han premiärminister.  Ännu en bror, Thomas Grenville, var diplomat och ansvarig för amiralitetet i broderns ministär. Hans faster Hester Grenville var gift med William Pitt den äldre, och därmed var han kusin till William Pitt den yngre. Hans farbror Richard Grenville var marinminister och Lord Privy Seal. George Grenville ärvde 1779 dennes titel och blev 3:e earl Temple. Han upphöjdes till markis av Buckingham 1784 och ärvde svärfaderns titel earl Nugent 1788.

### Familj
George Grenville gifte sig 1775 i London med Mary Elizabeth Nugent, (död 1812), dotter och arvinge till Robert Craggs Nugent, 1:e earl Nugent. I detta äktenskap föddes sönerna Richard Temple-Nugent-Brydges-Chandos-Grenville (1776–1839), 1:e hertig av Buckingham och  Chandos och George Nugent-Grenville (1789-1850), 2:e baron Nugent.